# Стронгили (Макарес)
Стронгили (греч. Στρογγυλή — «Круглый») — небольшой необитаемый остров в Греции, один из островов Макарес. Расположен в Эгейском море, между островами Наксос и Донуса, к югу от других островов Макарес — Макарес (Айос-Николаос) и Айия-Параскеви (Прасини). Наивысшая точка — 116 м над уровнем моря. Вместе с другими островами Макарес административно относится к сообществу Донуса в общине Наксос и Малые Киклады в периферийной единице Наксос в периферии Южные Эгейские острова.